# Iran ai Giochi della XXXI Olimpiade
L'Iran ha partecipato ai Giochi della XXXI Olimpiade, che si sono svolti a Rio de Janeiro, Brasile, dal 5 al 21 agosto 2016, con una delegazione di 54 atleti impegnati in 15 discipline. Portabandiera alla cerimonia di apertura è stato l'arciera Zahra Nemati, alla sua prima Olimpiade.
La rappresentativa iraniana, alla sua diciassettesima partecipazione ai Giochi estivi, in tutto otto medaglie: tre d'oro, una d'argento e quattro di bronzo, che sono valse il venticinquesimo posto nel medagliere complessivo.

## Medagliere

### Per disciplina
| Sport             | Oro | Argento | Bronzo | Totale |
| ----------------- | --- | ------- | ------ | ------ |
| Sollevamento pesi | 2   | 0       | 0      | 2      |
| Lotta             | 1   | 1       | 3      | 5      |
| Taekwondo         | 0   | 0       | 1      | 1      |
| Totale            | 3   | 1       | 4      | 8      |

### Medaglie
| Medaglia | Atleta           | Sport              | Evento |
| -------- | ---------------- | ------------------ | ------ |
| Oro      | Kianoush Rostami | Sollevamento pesi  | 85 kg  |
| Oro      | Sohrab Moradi    | Sollevamento pesi  | 94 kg  |
| Oro      | Hassan Yazdani   | Lotta libera       | 74 kg  |
| Argento  | Komeil Ghasemi   | Lotta libera       | 125 kg |
| Bronzo   | Saeid Abdevali   | Lotta greco-romana | 75 kg  |
| Bronzo   | Ghasem Rezaei    | Lotta greco-romana | 98 kg  |
| Bronzo   | Hassan Rahimi    | Lotta libera       | 57 kg  |
| Bronzo   | Kimia Alizadeh   | Taekwondo          | 57 kg  |